# 長岡市おぐに森林公園
長岡市おぐに森林公園（ながおかしおぐにしんりんこうえん）は、新潟県長岡市小国町上岩田にある森林公園。延命寺ヶ原東隣の丘陵地帯83haに整備されており、越後長岡百景の一つである。

## 概要
森や林など木々に囲まれた広大な園内敷地には、プール、ウォータースライダー、サイクルモノレール、ローラーリュージュ、SL列車、バーベキュー、宿泊施設、キャンプ、アスレチック、釣り堀、パターゴルフ、温泉施設、美術館、つり橋、遊歩道、その他多様な施設がある。動植物観察やハイキングをすることもできる。また裏の山道を登っていくと小高い山の上に小国沢城跡がある。
延命寺ヶ原森林公園として1979年竣工。1996年4月には紙の美術博物館と養楽館（日帰り入浴施設）がオープンした。

## 公園名称の変更
当初は小国町森林公園と称し、その後越後おぐに森林公園（えちごおぐにしんりんこうえん）に改称された。そして2005年4月1日に所在地の刈羽郡小国町が長岡市へ編入されるのに伴い、現名称に再度改称した。